# Cerithiopsis vanhyningi
Cerithiopsis vanhyningi är en snäckart som beskrevs av Bartsch 1918. Cerithiopsis vanhyningi ingår i släktet Cerithiopsis och familjen Cerithiopsidae. Inga underarter finns listade i Catalogue of Life.